# Gondihalli, Madhugiri
Gondihalli là một làng thuộc tehsil Madhugiri, huyện Tumkur, bang Karnataka, Ấn Độ.